# Radiador

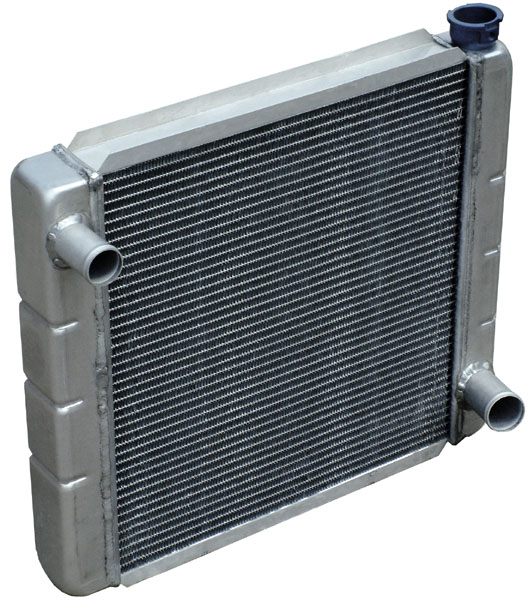
Radiador de un motor de automóvil.

Se conoce como radiador al dispositivo que permite intercambiar calor entre dos medios, siendo uno de ellos el aire ambiente. Sirve para disipar calor de un objeto o aparato para evitar su sobrecalentamiento o para aprovecharlo, calentando un espacio o un objeto. Generalmente trabaja por convección, pero también por radiación, a lo que debe su nombre. Se entiende por este nombre al intercambiador de calor que cede o, en ciertos casos, recibe, el calor al o del aire ambiente.
Su funcionamiento consiste en ampliar la superficie de intercambio por medio de aletas, normalmente, de modo que el calor encuentre suficiente superficie de intercambio. Efectivamente, el intercambio de calor depende de la diferencia de temperaturas entre los medios que intercambian calor, en este caso del radiador, del aire ambiente y de la superficie de intercambio. Además, el aire que se ha calentado en la superficie, tiende, por efecto película, a permanecer en las proximidades, reduciendo la diferencia de temperaturas, por lo que a menudo se recambia por aire fresco por medio de un ventilador (convección forzada).

## Historia
El hipocausto romano es un ejemplo temprano de un tipo de radiador para la calefacción de edificios. A Franz San Galli, un empresario ruso de origen prusiano que vivía en San Petersburgo, se le atribuye la invención del radiador de calefacción hacia 1855, habiendo recibido una patente de radiador en 1857, pero el estadounidense Joseph Nason desarrolló un radiador primitivo en 1841 y recibió varias patentes estadounidenses para la calefacción por agua caliente y vapor.

## Radiador de calefacción
Un radiador de calefacción es un tipo de emisor de calor. Su función es intercambiar calor del sistema de calefacción para lanzarlo al ambiente, y es un dispositivo sin partes móviles ni producción de calor. Forma parte de las instalaciones centralizadas de calefacción.
Desde el punto de vista de este artículo, también puede considerarse radiador al intercambiador que tienen los ventiloconvectores, hasta cierto punto semejante al de los automóviles, que consiste en una serie de tubos con aletas, por el que se fuerza a pasar el aire ambiente mediante un ventilador, tanto para calentarlo como para enfriarlo, según las necesidades.

## Radiador de automóvil

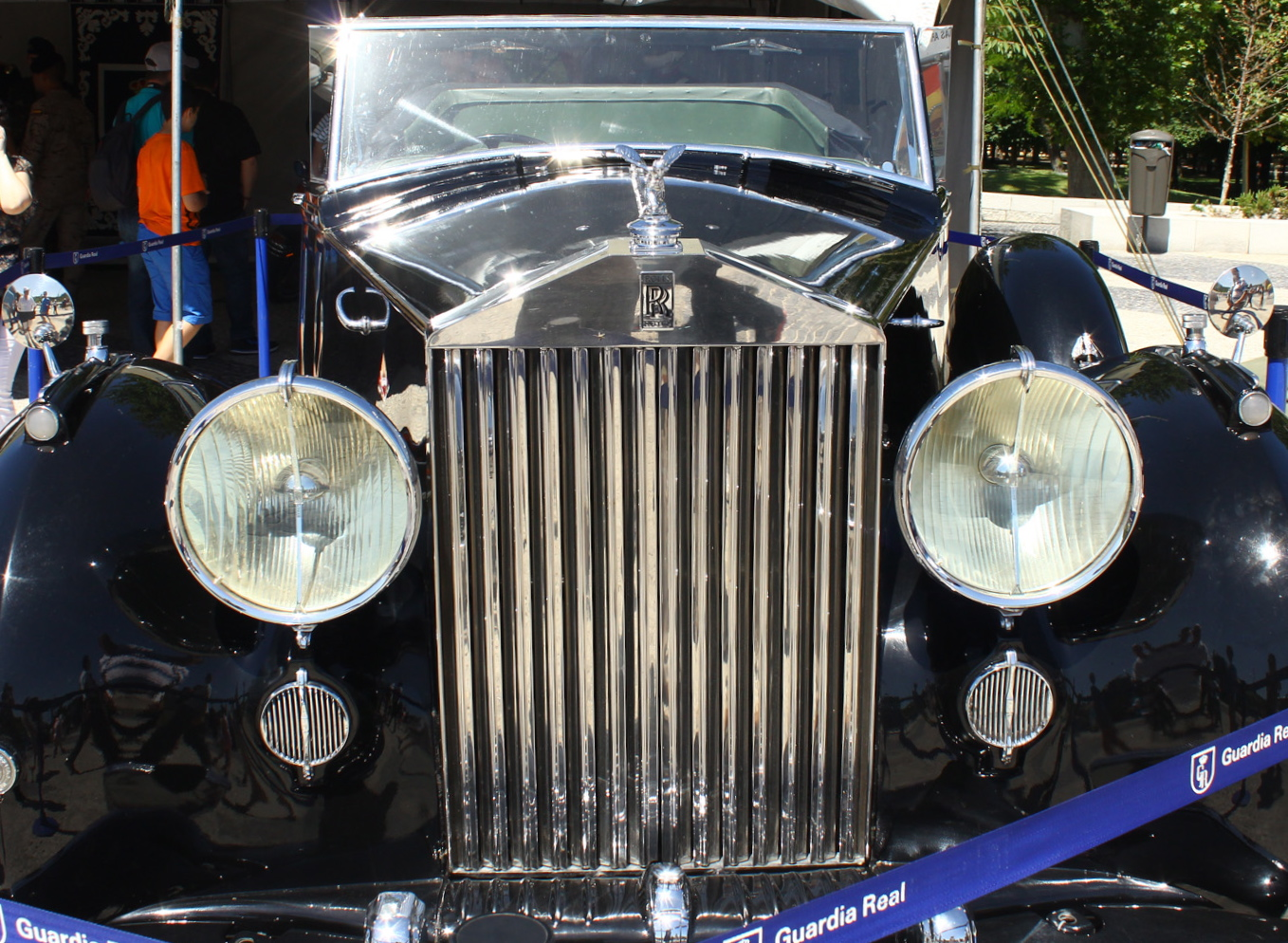
Fotografía de un Rolls-Royce Phantom IV con el emblemático radiador tipo Partenón. La parte triangular de su carcasa y rejilla frontal presentan una curvatura ligeramente convexa para lograr una apariencia rectilínea, un efecto óptico utilizado por los antiguos griegos en ese templo.

Los motores de explosión que llevan la mayor parte de los vehículos automotores, generan gran cantidad de calor que hay que disipar. Casi la totalidad de los motores modernos en los automóviles y muchas de las motocicletas de mayor cilindrada están equipados con un circuito de refrigeración líquida, cuyo componente fundamental es el radiador, inventado en 1897 por Wilhelm Maybach y mejorado por Samuel Brown.
Un caloportador circula por el bloque del motor y por la culata, por las zonas más cercanas a la producción de calor, donde se produce la ignición del combustible, para mantener a una temperatura adecuada el cuerpo del motor entre 75 y 95 °C (167 y 203 °F). Este caloportador se mueve gracias a una bomba centrífuga desde el bloque al radiador, generalmente montado en la parte frontal del vehículo, para trasferir la energía sobrante al aire ambiente.
Como complemento del sistema de refrigeración, hay un ventilador que hace circular el aire por el radiador para aumentar el efecto de la convección. Antiguamente, el ventilador se movía por medio de una correa engranada mediante una polea, al eje del grupo motor. Actualmente suelen tener un pequeño motor eléctrico, mandado por un termostato que lo pone en marcha solamente cuando el caloportador del circuito supera cierta temperatura. Con ello se consigue que el motor funcione desde muy pronto a la temperatura adecuada y, además, que la calefacción del habitáculo, en invierno, funcione mucho antes.

### Electroventilador
Un electroventilador es un dispositivo eléctrico para mantener la temperatura del motor. En los automóviles antiguos, existía el ventilador mecánico para mantener la temperatura del motor y en los modernos, no utiliza la carga motor, sino que tiene un motor eléctrico que mueve un sistema de paletas para bajar la temperatura del motor a los rangos normales de operación, está por debajo de los 100 °C (212 °F). Existen electroventiladores llamados dinámicos, donde la diferencia estriba en que contienen un gel o líquido viscoso, donde la viscosidad varía de acuerdo a la temperatura y esto hace que las paletas giren a mayor o menor velocidad. Con respecto al aire acondicionado, se usa para enfriar el gas refrigerante.

## Componentes electrónicos
La electrónica y la informática producen calor en sus circuitos que es necesario disipar para que no se estropeen los diversos componentes. En este campo se utilizan radiadores pequeños, llamados «disipadores térmicos», que pueden acoplarse a ventiladores (ver imagen).

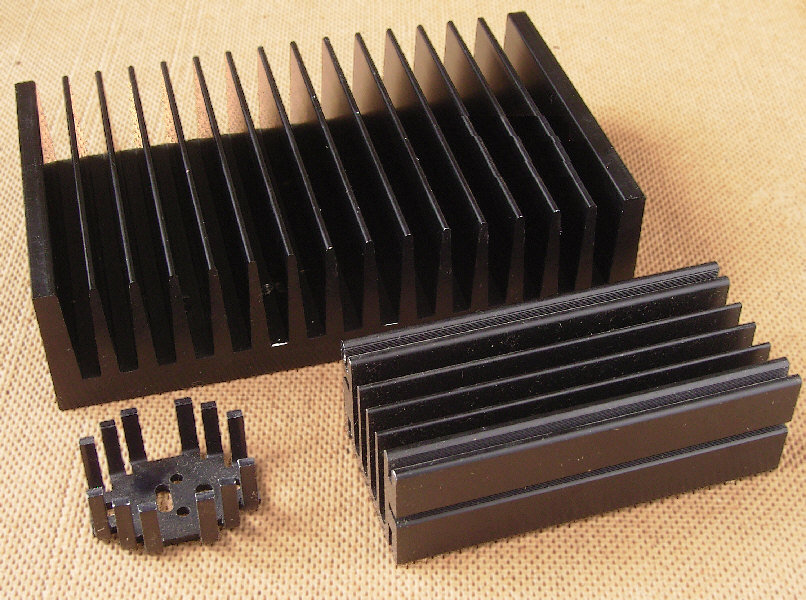
Ejemplos de radiadores utilizados para enfriar en electrónica.
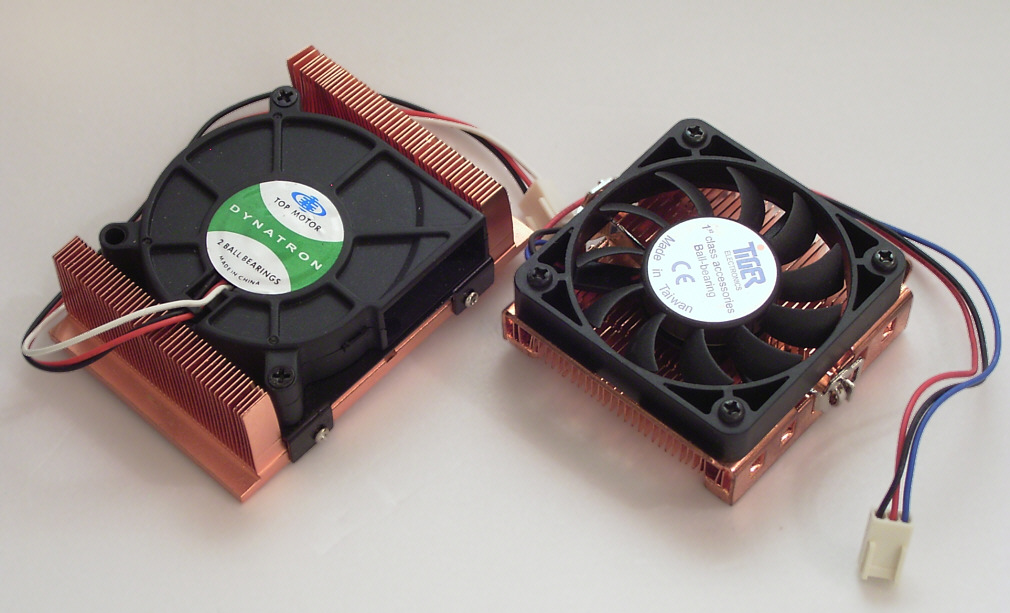
Radiadores acoplados a ventiladores para el enfriamiento de microprocesadores.